# Katharina von Schnurbein
 (novembre 2024).
La mise en forme du texte ne suit pas les recommandations de Wikipédia : il faut le « wikifier ».
Les points d'amélioration suivants sont les cas les plus fréquents. Le détail des points à revoir est peut-être précisé sur la page de discussion.
- Les titres sont pré-formatés par le logiciel. Ils ne sont ni en capitales, ni en gras.
- Le texte ne doit pas être écrit en capitales (les noms de famille non plus), ni en gras, ni en italique, ni en « petit »…
- Le gras n'est utilisé que pour surligner le titre de l'article dans l'introduction, une seule fois.
- L'italique est rarement utilisé : mots en langue étrangère, titres d'œuvres, noms de bateaux, etc.
- Les citations ne sont pas en italique mais en corps de texte normal. Elles sont entourées par des guillemets français : « et ».
- Les listes à puces sont à éviter, des paragraphes rédigés étant largement préférés. Les tableaux sont à réserver à la présentation de données structurées (résultats, etc.).
- Les appels de note de bas de page (petits chiffres en exposant, introduits par l'outil «  Source ») sont à placer entre la fin de phrase et le point final[comme ça].
- Les liens internes (vers d'autres articles de Wikipédia) sont à choisir avec parcimonie. Créez des liens vers des articles approfondissant le sujet. Les termes génériques sans rapport avec le sujet sont à éviter, ainsi que les répétitions de liens vers un même terme.
- Les liens externes sont à placer uniquement dans une section « Liens externes », à la fin de l'article. Ces liens sont à choisir avec parcimonie suivant les règles définies. Si un lien sert de source à l'article, son insertion dans le texte est à faire par les notes de bas de page.
- La présentation des références doit suivre les conventions bibliographiques. Il est recommandé d'utiliser les modèles {{Ouvrage}}, {{Chapitre}}, {{Article}}, {{Lien web}} et/ou {{Bibliographie}}. Le mode d'édition visuel peut mettre en forme automatiquement les références.
- Insérer une infobox (cadre d'informations à droite) n'est pas obligatoire pour parachever la mise en page.

Pour une aide détaillée, merci de consulter Aide:Wikification.
Si vous pensez que ces points ont été résolus, vous pouvez retirer ce bandeau et améliorer la mise en forme d'un autre article.
 (novembre 2024).
Katharina von Schnurbein (née en 1973) est une fonctionnaire allemande qui occupe depuis 2015 le poste de Coordinatrice de la lutte contre l'antisémitisme à la Commission européenne. Elle est la première personne à occuper cette fonction, qui relève du vice-président de la Commission européenne Margaritis Schinas dans le cadre de son portefeuille de commissaire européen chargé de promouvoir le mode de vie européen. Elle poursuit son activité sous la présidence de Ursula von der Leyen.

## Biographie
Mme Von Schnurbein est née dans l'État allemand de Bavière en 1973. Bien que n'étant pas juifs, ses parents soulignent la responsabilité des Allemands à l'égard des Juifs et sont d'ardents défenseurs d'Israël.
Von Schnurbein est mariée et mère de quatre enfants.

## Carrière professionnelle
Après ses études, Von Schnurbein a rejoint un cabinet de conseil en gestion. De 2000 à 2002, elle a travaillé à Berlin pour le président de la commission des affaires européennes au Bundestag.

### Carrière à la Commission européenne
Mme Von Schnurbein a commencé sa carrière à l'UE en 2002 en tant qu'attachée de presse pour la délégation de l'UE à Prague, en République tchèque. En 2004, elle a été transférée à Bruxelles en tant que porte-parole du commissaire européen chargé de l'emploi, des affaires sociales et de l'égalité des chances , Vladimir Špidla. De 2010 à 2015, elle a coordonné le dialogue de la Commission européenne avec les églises, les religions, les organisations philosophiques et non confessionnelles, ainsi que les groupes de réflexion en Allemagne, en tant que conseillère du président de la Commission européenne José Manuel Barroso.

### Coordinatrice de la lutte contre l'antisémitisme

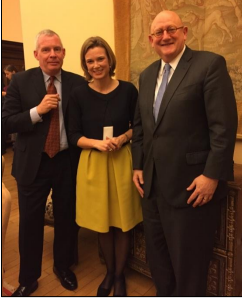
L'envoyé spécial des États-Unis pour les questions liées à l'Holocauste Nick Dean, la coordinatrice de la Commission européenne pour la lutte contre l'antisémitisme Katharina von Schnurbein et l'envoyé spécial des États-Unis pour la lutte contre l'antisémitisme Ira Forman à Prague (2016)

En octobre 2015, la Commission européenne a créé le nouveau poste de coordinateur pour l’antisémitisme en réponse à la montée de l’antisémitisme en Europe. En tant que fonctionnaire de carrière de la Commission européenne, Von Schnurbein a été nommé à ce poste par le premier vice-président de l'époque, Frans Timmermans, en décembre 2015.
Ses principales responsabilités sont d’assurer la liaison avec les communautés et organismes juifs européens et de proposer et de mettre en œuvre des politiques visant à lutter contre l’antisémitisme, à promouvoir l’éducation sur l’Holocauste et à favoriser la vie juive.
En 2022, von Schnurbein a soutenu que l'interdiction belge de l'abattage rituel risquait de dépeindre les communautés juives et musulmanes d'Europe comme « médiévales ». En réponse, von Schnurbein a convoqué la première réunion conjointe entre les dirigeants juifs et musulmans européens et les responsables de l'UE pour discuter du massacre basé sur des règles religieuses à la lumière de la liberté de religion.
Lors d’un événement organisé par le Conseil israélien des relations étrangères en 2023, von Schnurbein a souligné l’importance de lutter contre la désinformation sur les plateformes de médias sociaux dans la lutte contre l’antisémitisme. Elle note que cela était particulièrement courant pendant la pandémie de Covid-19, les théories du complot étant des catalyseurs de fanatisme contre les Juifs : « Là où le complot se développe, l’antisémitisme s’est déjà développé. »
En septembre 2024, von Schnurbein a déclaré lors d'un atelier des Nations Unies que la montée actuelle des événements antisémites « nous rappelle les jours les plus sombres de l'Europe. ». En mai 2025, le média Yanii rapporte qu'elle aurait exercé des pressions pour annuler un panel sur le génocide palestinien, auquel devaient participer Francesca Albanese, rapporteuse de l’ONU pour les territoires palestiniens, Rima Hassan, députée européenne de LFI, et un représentant du collectif juif décolonial TSEDEK. Elle aurait déclaré à propos de TSEDEK : « Ce ne sont pas de vrais juifs. ».

## Récompenses
- Prix David Harris de l'AJC 2023
- Prix Rabbi Moshe Rosen, Conférence des Rabbins Européens[3] 2022
- Médaille Marietta et Friedrich Torberg, de la communauté juive de Vienne (IKG)[3] 2021
- Top 100 des personnes qui influencent positivement la vie juive (2020), l'Algemeiner[11]
- Prix des Droits de l'Homme, B'nai B'rith Europe 2018[3].